# Maniáki (ort i Grekland)
Maniáki (Maniaki) är en ort i Grekland.   Den ligger i prefekturen Nomós Florínis och regionen Västra Makedonien, i den norra delen av landet, 300 km nordväst om huvudstaden Aten. Maniáki ligger 548 meter över havet och antalet invånare är 484.
Terrängen runt Maniáki är kuperad åt nordost, men åt sydväst är den platt. Runt Maniáki är det glesbefolkat, med 17 invånare per kvadratkilometer. Närmaste större samhälle är Amýntaio, 8,0 km väster om Maniáki. Trakten runt Maniáki består till största delen av jordbruksmark.